# Декстер Джексон
Декстер Джексон (англ. Dexter Jackson) — американський бодібілдер, переможець конкурсу «Містер Олімпія» в 2008 році.

## Біографія

### Ранні роки
Декстер Джексон  народився 25 листопада 1969 року в місті Джексонвілл, Флорида. Вся його сім'я була так чи інакше пов'язана зі спортом, а батько Віллі Джексон працював тренером по софтболу і американського футболу в середній школі.Тому перші заняття спортом у юного Декстера були пов'язані саме з цими спортивними дисциплінами. Потім з'явилися легка атлетика, гімнастика, брейк-данс і навіть бойові мистецтва. До закінчення середньої школи він пробігав сорокаметрову дистанцію за 4, 2 секунди і мав чорний пояс по карате. Але, після школи не зміг вступити до інституту через вагітність своєї подруги і якийсь час працював кухарем в ресторані. 

### Кар'єра культуриста
Незважаючи на численні труднощі, він продовжував займатися спортом і в 20 років виграв свій перший турнір. У 1994 році Декстер стає абсолютним чемпіоном Південних штатів в середній вазі. У 1998 році він здобуває перемогу на Північно-Американському чемпіонаті. Після цього Декстер вирішує спробувати свої сили серед професіоналів.
На початку 2004 року Декстер Джексон займає третє місце на «Арнольд Класік». Потім він стає першим на Сан-Франциско Про Гран Прі (англ. San Francisco Pro Grand Prix) і на Австралійській Гран Прі (англ. Australian Grand Prix). Декстер Джексон брав участь у конкурсі «Містер Олімпія» в 2004 році, посівши четверте місце. У 2005 році він навмисно пропустив конкурс, посилено готуючись до наступного. У 2006 році Декстер знову стає четвертим, повторивши свій результат дворічної давності. У 2008 році на конкурсі «Містер Олімпія», що проходив у Лас-Вегасі, штат Невада, він займає перше місце.
У 2009 році на конкурсі «Містер Олімпія» Декстер займає третє місце, в 2010 — четверте, в 2011 — шосте, в 2012 — четверте, в 2013 — п'яте.
У березні 2013 посів перше місце в конкурсі Арнольд Класік, яке проводиться щорічно в місті Колумбус, штат Огайо.
У серпні 2019 року Декстер Джексон посів перше місце на турнірі Tampa Pro 2019, який проводиться організацією IFBB Professional League, і пройшов кваліфікацію на Містер Олімпія 2019. У лютому 2020 року Декстер Джексон заявив, що турнір Містер Олімпія 2020 стане останнім в його змагальній кар'єрі.

### М'язові обсяги
За всесезонний, оточенний рельєф і суху м'язову масу його стали називати Блейд (Клинок). При зростанні Декстера Джексона в 1,67 м його м'язові обсяги були дуже значними:
- біцепс - 55 см
- груди - 136 см
- квадріцепс - 75 см
- талія - 70 см

Програма тренувань Декстера Джексона нічим особливим не відрізняється від тренувальних схем інших професіних бодібілдерів. П'ять днів поспіль він займається, два дні потім відпочиває. На перших трьох заняттях він опрацьовує одну велику м'зову групу, залишаючи маленькі на кінець тижня.

### Особисте життя
Одружений, у нього четверо дітей: Ленард (англ. Lenard), Декстер (англ. Dexter), Джуліан (англ. Julian) і Майа (англ. Maya).
В даний час проживає в місті Джексонвілл, штат Флорида.